# Joan Miquel de Vives i Feliu
Joan Miquel de Vives i Feliu   (Girona, segle XVIII - Ciudad Rodrigo, 24 d'abril de 1809) era un militar català.
En esclatar la Guerra Gran el 1793 era mariscal de camp. El Capità General de Catalunya, José de Urrutia y de las Casas, li confià el 1795 el comandament dels 20.000 miquelets catalans als que s'havien unit els voluntaris valencians liderats per Pere Caro Sureda, el marquès de la Romana. Al davant d'aquestes tropes, assolí d'expulsar els francesos de la Baixa Cerdanya i assetjà Montlluís, fins que va cessar la guerra arran de la pau de Basilea.
El 1799 fou nomenat capità general de Mallorca, càrrec que exercí amb prudència i moderació, incorporant Menorca en virtut del Tractat d'Amiens. Ostentà el càrrec fins al 1808, quan amb la coronació de Josep I Bonaparte després de l'abdicació de Carles IV d'Espanya, es declarà contrari a Napoleó. Fou nomenat capità general de Catalunya per la Junta Superior de Govern del Principat i va intentar endebades aixecar el setge de Roses, que havia començat Laurent Gouvion Saint-Cyr, enviant un exèrcit comandat per Mariano Álvarez de Castro També dirigí el bloqueig de Barcelona, que fracassà davant l'escomesa de l'exèrcit de socors comandat per Saint-Cyr, a la batalla de Llinars.
Posteriorment va ser nomenat capità general de Castella la Vella el desembre del 1808, càrrec en el qual morí.

## Publicacions
El 1795 publicà l'opuscle Obligacions dels miquelets dels nous Tèrcios de Catalunya.